# Reinhold Jost

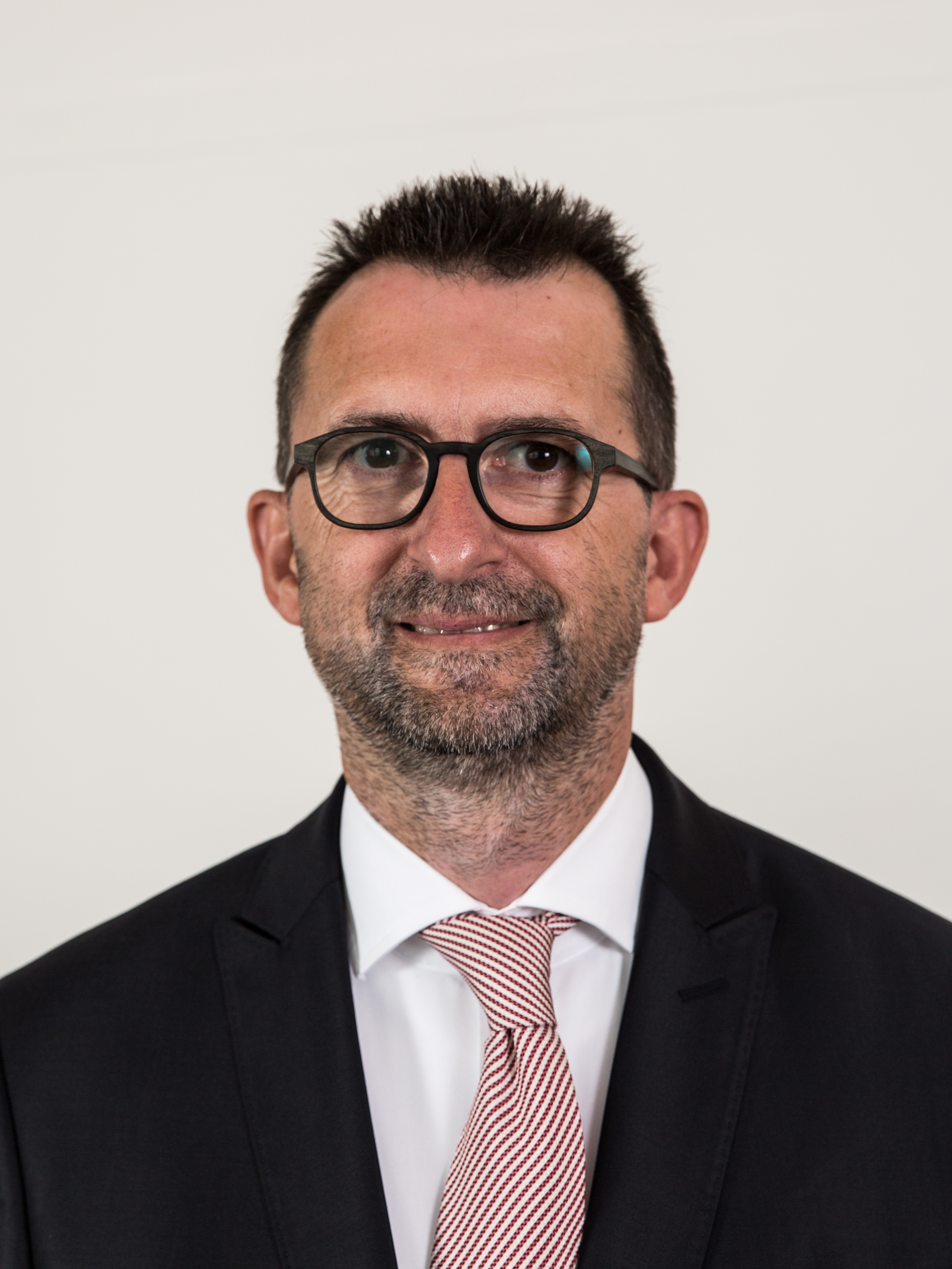
Reinhold Jost (2017)

Reinhold Jost (* 4. Juni 1966 in Saarlouis) ist ein deutscher Politiker (SPD). Seit 2022 ist er saarländischer Minister für Inneres, Bauen und Sport im Kabinett Rehlinger. Zuvor war er von 2014 bis 2022 Minister für Umwelt und Verbraucherschutz im Kabinett Kramp-Karrenbauer II, Kabinett Kramp-Karrenbauer III und anschließend im Kabinett Hans. Zudem war er von 2014 bis 2017 Minister der Justiz. Von 2013 bis 2014 war er kurzzeitig Mitglied des Bundestages. Seit 1999 ist er mit einer kurzen Unterbrechung Abgeordneter im Landtag des Saarlandes.

## Lebenslauf
Nach dem Besuch der Grund- und Hauptschule Siersburg absolvierte Jost in den Jahren 1981 bis 1984 eine Stahlbauschlosserlehre beim Dillinger Stahlbau und schloss diese mit dem Facharbeiterbrief ab. In den Jahren 1984 bis 1988 besuchte Jost die Berufsaufbau- und Fachoberschule (Metall) im Berufsbildungszentrum Völklingen und arbeitete in den Ferien nebenbei in der Dillinger Hütte.
Von 1988 bis 1990 machte er eine Ausbildung zum Finanzfachwirt in der Finanzverwaltung des Saarlandes. Anschließend war er dort bis 1999 als Steuersekretär tätig.
Jost ist seit 1999 – mit einer kurzen Unterbrechung – Mitglied des saarländischen Landtages.
Jost lebt in Rehlingen-Siersburg, ist römisch-katholisch und seit September 2020 verheiratet.

## Politik
Jost trat im Jahr 1983 der SPD bei. Er war Vorsitzender der Jusos Rehlingen-Siersburg (1984–1988) sowie der Jusos im Kreis Saarlouis (1988–1991). Seit 1992 ist Jost Vorsitzender der SPD Rehlingen-Siersburg, seit 2001 war er stellvertretender Vorsitzender der SPD im Kreis Saarlouis – von 2010 bis 2019 war er Kreisvorsitzender. Daneben hatte er von 2001 bis 2005 den Vorsitz der SGK Saar inne. Jost war in den Jahren 2005 bis 2014 Generalsekretär der SPD Saarland, von 2009 bis 2014 zudem Landesgeschäftsführer.
Dem Gemeinderat von Rehlingen-Siersburg gehört Jost seit 1994 an; in den Jahren 1994 bis 2004 war er dort Vorsitzender seiner Fraktion. Außerdem ist er seit 1995 Ortsratsmitglied sowie Ortsvorsteher in Siersburg.
Seit der zwölften Legislaturperiode (1999–2004) ist Jost Mitglied des Landtags des Saarlandes. Bei der Wahl 2004 erhielt er kein Direktmandat; zum 1. Januar 2005 rückte er für den ausgeschiedenen Roland Henz nach. Jost war bis zum Jahr 2014 Parlamentarischer Geschäftsführer der SPD-Fraktion im Landtag des Saarlandes und finanzpolitischer Sprecher der SPD-Fraktion.
Jost kandidierte bei der Bundestagswahl 2013 im Wahlkreis Saarlouis. Bei den Wahlen zuvor hatte dort Ottmar Schreiner (1946–2013) kandidiert.
Jost unterlag bei der Wahl dem CDU-Kandidaten Peter Altmaier; er zog über die Landesliste in den 18. Bundestag ein. Im Januar 2014 legte er sein Bundestagsmandat nieder, weil er als Minister im Kabinett Kramp-Karrenbauer II nominiert war. Er war dort Minister der Justiz und Minister für Umwelt und Verbraucherschutz. Auch in den Kabinetten Kramp-Karrenbauer III und Hans war er als Minister für Umwelt und Verbraucherschutz tätig. Am 26. April 2022 wurde er zum saarländischen Minister für Inneres, Bauen und Sport im Kabinett Rehlinger ernannt.

### Rote-Hosen-Affäre
Die Staatsanwaltschaft Saarbrücken ermittelte 2015 gegen den damaligen Justiz- und Umweltminister Jost wegen des Verdachts der Untreue. Es folgte die Aufhebung der Immunität als Abgeordneter des Landtages. Hintergrund war die Ausgabenaffäre des saarländischen Landestages im Jahr 2014 und in diesem Kontext die Finanz-Affäre um die fraktionseigene Fußballmannschaft „Rote Hosen“. Im Jahr 2012 soll Jost als damaliger parlamentarischer Geschäftsführer der SPD drei Rechnungen über insgesamt 4.691,40 Euro zur Zahlung aus der vom Landtag finanzierten Fraktionskasse abgezeichnet haben. Die Staatsanwaltschaft erließ einen Strafbefehl in Höhe von 7.500 Euro, den Reinhold Jost annahm.